# Manenti Film
La Manenti Film è stata una casa di produzione e distribuzione cinematografica italiana della prima metà del XX secolo

## Storia
Fondata a Roma nel 1932 da Giulio Manenti, con sede alla Salita San Nicola da Tolentino 1b, produce il primo film nel 1933 Acqua cheta, diretto da Gero Zambuto. A quella di produzione l'impresa si occupa anche della distribuzione delle pellicole a livello nazionale prima in collaborazione con la Nazionalcine poi in proprio con agenzie presenti in tutte le città capozona italiane.
Alla morte di Giulio Manenti nel 1955 l'attività viene presa in mano dalla moglie Olga Marzi Manenti sino al 1961 anno della cessazione sia della produzione sia della distribuzione.

## Filmografia
- Acqua cheta, regia di Gero Zambuto (1933)
- Ninì Falpalà, regia di Amleto Palermi (1933)
- L'avvocato difensore, regia di Gero Zambuto (1934)
- La cieca di Sorrento, regia di Nunzio Malasomma (1934)
- Aldebaran, regia di Alessandro Blasetti (1935)
- Aurora sul mare, regia di Giorgio Simonelli (1935)
- Lorenzino de' Medici, regia di Guido Brignone (1935)
- L'albero di Adamo, regia di Mario Bonnard (1936)
- I tre desideri, regia di Giorgio Ferroni (1937)
- Eravamo sette vedove, regia di Mario Mattoli (1939)
- Napoli che non muore, regia di Amleto Palermi (1939)
- Terra di fuoco, regia di Giorgio Ferroni (1939)
- La canzone rubata, regia di Max Neufeld (1940)
- È sbarcato un marinaio, regia di Piero Ballerini (1940)
- La figlia del Corsaro Verde, regia di Enrico Guazzoni (1940)
- La peccatrice, regia di Amleto Palermi (1940)
- Beatrice Cenci, regia di Guido Brignone (1941)
- Ore 9: lezione di chimica, regia di Mario Mattoli (1941)
- In due si soffre meglio, regia di Nunzio Malasomma (1943)
- Tutta la vita in ventiquattr'ore, regia di Carlo Ludovico Bragaglia (1943)
- Pronto, chi parla?, regia di Carlo Ludovico Bragaglia (1945)
- Torna a Sorrento, regia di Carlo Ludovico Bragaglia (1945)
- Amanti in fuga, regia di Giacomo Gentilomo (1946)
- Il diavolo bianco, regia di Nunzio Malasomma (1947)
- L'uomo dal guanto grigio, regia di Camillo Mastrocinque (1948)
- Duello senza onore, regia di Camillo Mastrocinque (1949)
- Totò sceicco, regia di Mario Mattoli (1950)
- Core 'ngrato, regia di Guido Brignone (1951)
- Inganno, regia di Guido Brignone (1952)
- Ivan, il figlio del diavolo bianco, regia di Guido Brignone (1953)
- Papà Pacifico, regia di Guido Brignone (1954)
- Totò, Peppino e i fuorilegge, regia di Camillo Mastrocinque (1956)
- Peppino, le modelle e... "chella llà", regia di Mario Mattoli (1957)
- Guardatele ma non toccatele, regia di Mario Mattoli (1959)
- Tipi da spiaggia, regia di Mario Mattoli (1959)
- Signori si nasce, regia di Mario Mattoli (1960)